# Camponotus wildae
Camponotus wildae é uma espécie de inseto do gênero Camponotus, pertencente à família Formicidae.